# ATP World Tour Finals 2014 – mužská čtyřhra
Soutěže mužské čtyřhry na Turnaji mistrů 2014 v Londýně se zúčastnilo osm nejlepší párů tenistů v klasifikaci dvojic žebříčku Emirates ATP. Obhájcem titulu byla španělská dvojice David Marrero a Fernando Verdasco, jejíž členové se ale na závěrečný turnaj nekvalifikovali.
Čtvrtou trofej ze závěrečné události roku si připsal nejlepší pár světa amerických bratrů Boba a Mikea Bryanových po finálové výhře nad chorvatsko-brazilskými turnajovými sedmičkami Ivanem Dodigem a Marcelem Melem. Po rovnocenném rozdělení úvodních dvou sad 6–7 a 6–2, rozhodl o vítězích až supertiebreak poměrem míčů [10–7].

## Nasazení párů

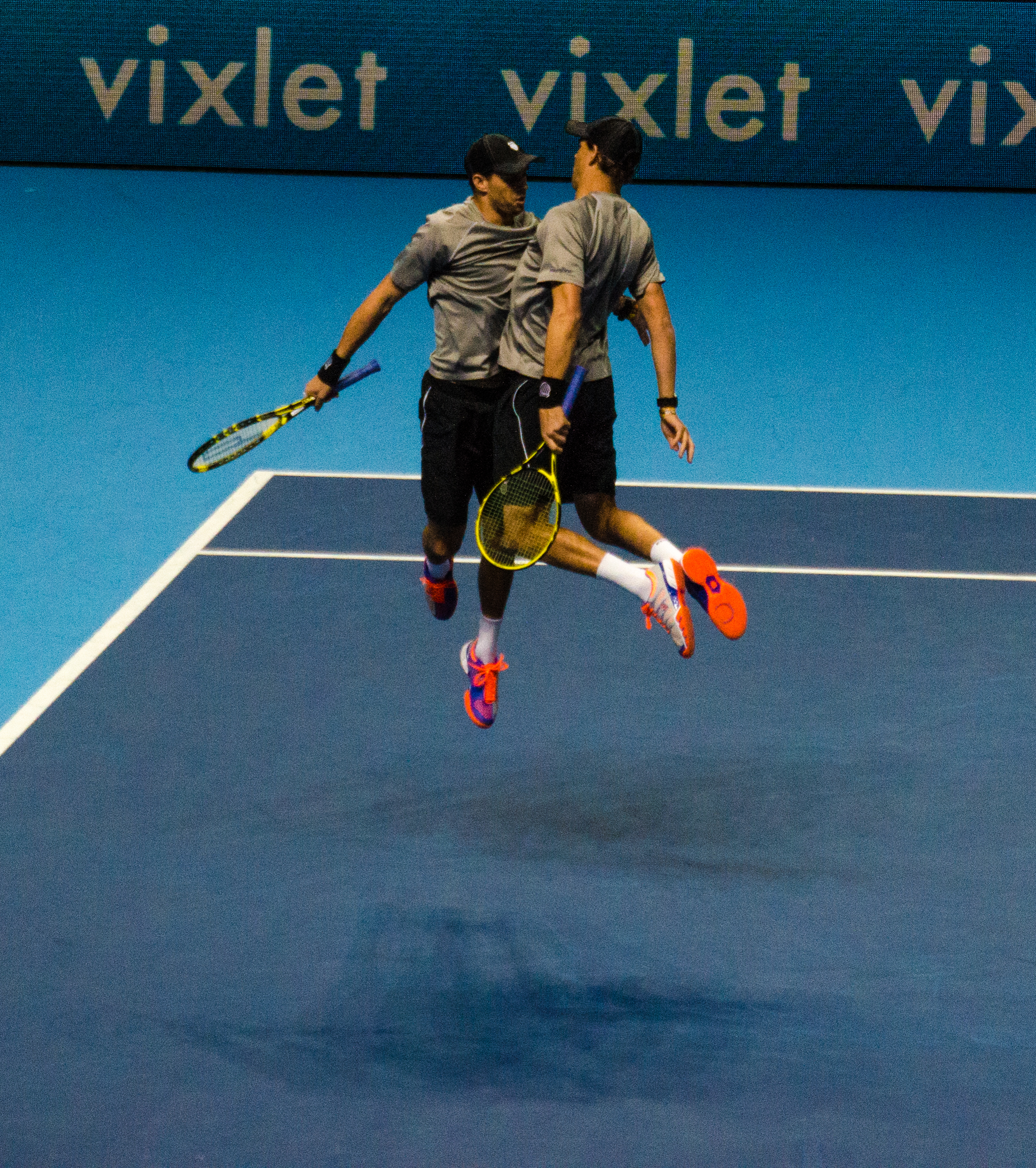
Šampioni turnaje Bob a Mike Bryanovi při typickém vítězném gestu, srážce hrudí

1. Bob Bryan /  Mike Bryan (vítězové, 1 300 bodů, 662 000 USD/pár)
2. Daniel Nestor /  Nenad Zimonjić (základní skupina, 200 bodů, 106 000 USD/pár)
3. Alexander Peya /  Bruno Soares (základní skupina, 200 bodů, 106 000 USD/pár)
4. Julien Benneteau /  Édouard Roger-Vasselin (semifinále, 400 bodů, 136 000 USD/pár)
5. Jean-Julien Rojer /  Horia Tecău (základní skupina, 0 bodů, 76 000 USD/pár)
6. Marcel Granollers /  Marc López (základní skupina, 200 bodů, 106 000 USD/pár)
7. Ivan Dodig /  Marcelo Melo (finále, 800 bodů, 212 000 USD/pár)
8. Łukasz Kubot /  Robert Lindstedt (semifinále, 600 bodů, 166 000 USD/pár)

## Náhradníci
1. Vasek Pospisil /  Jack Sock
2. Eric Butorac /  Raven Klaasen

## Soutěž
| Legenda                                                       |                                                                        |                                                   |
| - Q – kvalifikant - WC – divoká karta - LL – šťastný poražený | - Alt – náhradník - SE – zvláštní výjimka - PR/SR – žebříčková ochrana | - w/o – bez boje - r – skreč - d – diskvalifikace |

### Finálová fáze
|  | Semifinále | Semifinále                    | Semifinále           | Semifinále | Semifinále |      |                                         | Finále                  | Finále | Finále | Finále | Finále |
|  |            |                               |                      |            |            |      |                                         |                         |        |        |        |        |
|  | 8          | Łukasz Kubot Robert Lindstedt | 6                    | 4          | [6]        |      |                                         |                         |        |        |        |        |
|  | 7          | Ivan Dodig Marcelo Melo       | 4                    | 6          | [10]       |      |                                         |                         |        |        |        |        |
|  | 7          | Ivan Dodig Marcelo Melo       | 4                    | 6          | [10]       |      | 7                                       | Ivan Dodig Marcelo Melo | 7      | 2      | [7]    |        |
|  |            |                               |                      |            |            |      | 7                                       | Ivan Dodig Marcelo Melo | 7      | 2      | [7]    |        |
|  |            | 1                             | Bob Bryan Mike Bryan | 65         | 6          | [10] |                                         |                         |        |        |        |        |
|  | 4          | 1                             | Bob Bryan Mike Bryan | 65         | 6          | [10] | Julien Benneteau Édouard Roger-Vasselin | 0                       | 3      |        |        |        |
|  | 4          |                               |                      |            |            |      | Julien Benneteau Édouard Roger-Vasselin | 0                       | 3      |        |        |        |
|  | 1          | Bob Bryan Mike Bryan          | 6                    | 6          |            |      |                                         |                         |        |        |        |        |

### Skupina A
|    |                               | Bryan                 | Peya Soares        | Rojer Tecău           | Kubot Lindstedt  | Zápasy V/P  | Sety V/P     | Hry V/P        | Pořadí |
| 1. | Bob Bryan Mike Bryan          |                       | 7–6(7–3), 7–6(7–2) | 6–7(4–7), 6–3, [10–6] | 6–7(3–7), 3–6    | 2–1 (75 %)  | 4–3 (57,1 %) | 36–35 (50,7 %) | 2.     |
| 3. | Alexander Peya Bruno Soares   | 6–7(3–7), 6–7(2–7)    |                    | 6–3, 3–6, [12–10]     | 4–6, 6–3, [6–10] | 1–2 (25 %)  | 3–5 (37,5 %) | 32–33 (49,2 %) | 3.     |
| 5. | Jean-Julien Rojer Horia Tecău | 7–6(7–4), 3–6, [6–10] | 3–6, 6–3, [10–12]  |                       | 4–6, 6–7(4–7)    | 0–3 (0 %)   | 2–6 (25 %)   | 29–36 (44,6 %) | 4.     |
| 8. | Łukasz Kubot Robert Lindstedt | 7–6(7–3), 6–3         | 6–4, 3–6, [10–6]   | 6–4, 7–6(7–4)         |                  | 3–0 (100 %) | 6–1 (85,7 %) | 36–29 (55,4 %) | 1.     |

Pořadí bude určeno na základě následujících kritérií: 1) počet vyhraných utkání; 2) počet odehraných utkání; 3) vzájemný poměr utkání u dvou hráčů se stejným počtem výher; 4) procento vyhraných setů, procento vyhraných her u třech hráčů se stejným počtem výher, poté poměr vzájemných utkání 5) postavení na žebříčku ATP.
- V/P – výhry / prohry

### Skupina B
|    |                                         | Nestor Zimonjić       | Benneteau Roger-Vasselin | Granollers López      | Dodig Melo           | Zápasy V/P    | Sety V/P      | Hry V/P         | Pořadí |
| 2. | Daniel Nestor Nenad Zimonjić            |                       | 4–6, 7–5, [4–10]         | 6–7(5–7), 6–3, [11–9] | 3–6, 5–7             | 1–2 (33,30 %) | 3–5 (37,50 %) | 32–35 (47,80 %) | 3.     |
| 4. | Julien Benneteau Édouard Roger-Vasselin | 6–4, 5–7, [10–4]      |                          | 4–6, 4–6              | 4–6, 6–2, [10–8]     | 2–1 (75 %)    | 4–4 (50 %)    | 31–31 (50 %)    | 1.     |
| 6. | Marcel Granollers Marc López            | 7–6(7–5), 3–6, [9–11] | 6–4, 6–4                 |                       | 6–7(5–7), 6–7(12–14) | 1–2 (33,30 %) | 3–4 (42,90 %) | 34–35 (49,30 %) | 4.     |
| 7. | Ivan Dodig Marcelo Melo                 | 6–3, 7–5              | 6–4, 2–6, [8–10]         | 7–6(7–5), 7–6(14–12)  |                      | 2–1 (75 %)    | 5–2 (71,40 %) | 35–31 (53 %)    | 2.     |

Pořadí bude určeno na základě následujících kritérií: 1) počet vyhraných utkání; 2) počet odehraných utkání; 3) vzájemný poměr utkání u dvou hráčů se stejným počtem výher; 4) procento vyhraných setů, procento vyhraných her u třech hráčů se stejným počtem výher, poté poměr vzájemných utkání 5) postavení na žebříčku ATP.
- V/P – výhry / prohry